# Ceanu Mare
Ceanu Mare é uma comuna romena localizada no distrito de Cluj, na região histórica da Transilvânia. A comuna possui uma área de 95.08 km² e sua população era de 4229 habitantes segundo o censo de 2007.